# عنخ‌اسن‌پپی چهارم

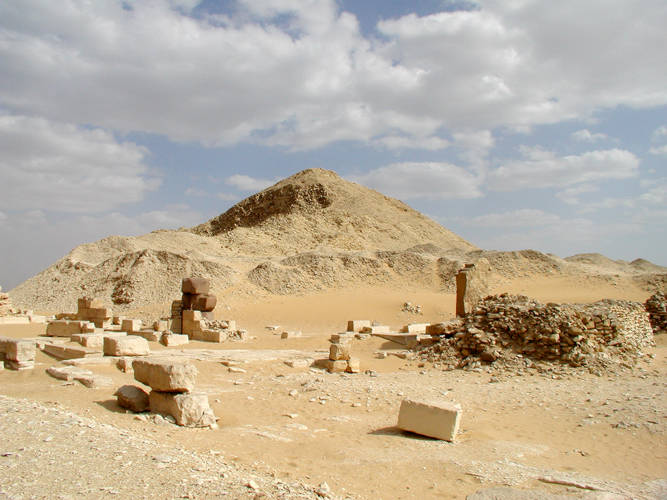
ویرانه‌های هرم پپی دوم، جایی است که عنخ‌اِسِن‌پپی چهارم در نزدیکی آن، در معبد تدفینی ملکه ایپوت دوم، به خاک سپرده شد.

عنخ‌اسن‌پپی چهارم (به انگلیسی: Ankhesenpepi IV) یک ملکه همسر در مصر باستان بود که در دوران حکمرانی دودمان ششم مصر زندگی می‌کرد. وی همسر پپی دوم و مادر ولیعهد «نفرکارع» بود. پپی دوم چندین زن دیگر هم داشت.
عناوین او عبارت بودند از: مادر پادشاه آنخ-جد-نفرکارع، مادر پادشاه دوگانه، همسر پادشاه من-عنخ-نفرکارع، معشوق او، این دختر خدا، فرزند خوانده بوتو.
عنخ‌اسن‌پپی چهارم در سقاره به خاک سپرده شد. احتمالاً در آن دوران امکانات لازم برای دفن باشکوه وی فراهم نبوده، زیرا هرمی برای او ساخته نشد. گور سنگی او که از سنگِ بازیافتی ساخته شده بود، در انباری متعلق به معبد تدفینی ملکه ایپوت دوم پیدا شد.